# Jacques Simon (historien)
 (août 2014).
Pour les articles homonymes, voir Simon et Jacques Simon.
Jacques Simon, né le 1er avril 1933 à Palat, (aujourd'hui Mellakou), près de Tiaret en Algérie et mort le 31 octobre 2019 à Villejuif, est un historien algérien spécialiste de l'Algérie française, de l'Algérie contemporaine et de l'immigration.

## Biographie
Né en 1933, il perd en 1940, et jusqu'en 1943, sa citoyenneté française à la suite de l'abrogation du décret Crémieux par le régime de Vichy. Sa famille juive est implantée depuis de nombreuses générations en Afrique du Nord, et compte de nombreux morts dans la Première Guerre mondiale. Il se définit comme un « juif berbère ».
Il est lycéen à Tiaret, Mascara, Alger puis arrive à Paris pour poursuivre ses études, en lettres et en droit. Il adhère au trotskysme, puis s'engage en Algérie pour le combat du MNA pour une Assemblée Constituante. De retour en France en 1955, il participe en 1956 à la création de la branche française de l'Union syndicale des travailleurs algériens, et adhère au PCI. Mobilisé, il est témoin à Alger des évènements de mai 1958. Il est condamné par un tribunal militaire et expédié dans une section spéciale au Sahara jusqu'en 1960. L'abandon de l'Algérie au FLN, l'exode massif des Européens et le massacre des harkis le meurtrissent. Il est journaliste à Alger en 1963, assistant à « l'instauration d'un régime policier à coloration islamique ».
Il alterne alors entre la France métropolitaine et l'Algérie. L'année 1995, il obtient un doctorat en Histoire en soutenant une thèse sur Messali Hadj, soutient le printemps berbère et dirige avec Ali Mécili Libre Algérie. Dans la suite de sa carrière, il devient directeur du « Centre de recherche et d'étude sur l'Algérie contemporaine » (CREAC).
Convaincu que le judaïsme est une des composantes de l'identité berbère, il rejoint le Congrès mondial amazigh, où il défend les valeurs du judaïsme.

## Publications

### Ouvrages
- Jacques Simon, Messali Hadj (1898-1974) : la passion de l'Algérie libre, Paris, éd. Tirésias, 11 mai 1998, 245-[8], 23 cm (ISBN 2-908527-57-X, BNF 36985245)La notice du Catalogue général de la BnF ne précise pas, à la différence de la notice SUDOC, que cet ouvrage reprend la matière d'une thèse de doctorat en histoire, soutenue en 1995 devant l'université Paris 3.
- Jacques Simon (éditeur scientifique : choix et présentation des documents), Messali Hadj par les textes, Saint-Denis, éd. Bouchène, 2000, 299 p., 24 cm (ISBN 2-912946-25-5, BNF 37658100)La date exacte de publication est inconnue, et remplacée par l'année de dépôt légal.
- Jacques Simon (dir.), L'Immigration algérienne en France : des origines à l'indépendance, Paris, L'Harmattan, coll. « Documents, témoignages et divers », 8 décembre 2000, 411 p., 21 cm (ISBN 2-84272-082-2, BNF 37629571)
- Jacques Simon (dir.), L'Immigration algérienne en France : de 1962 à nos jours, Paris, L'Harmattan, coll. « Documents, témoignages et divers », 28 juin 2002, 249 p., 22 cm (ISBN 2-7475-2697-6, BNF 38879283, lire en ligne)
- Jacques Simon, La Fédération de France de l'Union syndicale des travailleurs algériens (USTA) : le premier congrès, juin 1957, Paris, L'Harmattan, coll. « CREAC-histoire », mai 2002, 195 p., 22 cm (ISBN 2-7475-2526-0, BNF 38912297, lire en ligne)
- Jacques Simon, Messali Hadj (1898-1974) : chronologie commentée, Paris, L'Harmattan, coll. « CREAC-histoire », 2002, 231 p., 22 cm (ISBN 2-7475-2831-6, BNF 38907386, lire en ligne)Date de publication incertaine : certaines librairies en ligne donnent « 2003 », d'autres, ainsi que le dépôt légal, « 2002 ». Le code ISBN, comparé à celui des autres ouvrages de l'auteur, permet de supposer une parution vers la fin du deuxième trimestre de l'année 2002.
- Jacques Simon, La Fédération de France de l'Union syndicale des travailleurs algériens (USTA) : le deuxième congrès, novembre 1959, Paris, L'Harmattan, coll. « CREAC-histoire », juillet 2002, 173 p., 22 cm (ISBN 2-7475-2959-2, BNF 38912650, lire en ligne)
- Jacques Simon, La Fédération de France de l'Union syndicale des travailleurs algériens (USTA) : son journal, Paris, L'Harmattan, coll. « CREAC-histoire », septembre 2002, 194 p., 22 cm (ISBN 2-7475-3083-3, BNF 38904177, lire en ligne)La couverture de cet essai comporte en illustration le bandeau bilingue français-arabe « La Voix du travailleur algérien », mais le titre de ce périodique disparu, ne figurant pas sur la page de titre de l'essai, ne fait pas partie du titre de ce dernier.
- Jacques Simon, L'Étoile Nord-Africaine : 1926-1937, Paris, L'Harmattan, coll. « CREAC-histoire », novembre 2003, 318 p., 22 cm (ISBN 2-7475-5146-6, BNF 39083093)La matière de cet essai est extraite du texte d'une thèse de doctorat en histoire, soutenue en 1995 devant l'université Paris 3, et titrée « Messali Hadj, une passion de l'Algérie libre : 1898-1954 ».
- Jacques Simon, Le MTLD, le Mouvement pour le triomphe des libertés démocratique : 1947-1954, Paris, L'Harmattan, coll. « CREAC-histoire », décembre 2003, 314 p., 22 cm (ISBN 2-7475-5384-1, BNF 39097931)La matière de cet essai est extraite du texte d'une thèse de doctorat en histoire, soutenue en 1995 devant l'université Paris 3, et titrée « Messali Hadj, une passion de l'Algérie libre : 1898-1954 ». L'ouvrage comporte un code ISBN erroné « 2-7475-4418-4 ».
- Jacques Simon, Novembre 1954 : la révolution commence en Algérie, Paris, L'Harmattan, coll. « CREAC-histoire », 10 novembre 2004, 285 p., 22 cm (ISBN 2-7475-7221-8, BNF 39271973)
- Jacques Simon, Le PPA, le Parti du peuple algérien : 1937-1947, Paris, L'Harmattan, coll. « CREAC-histoire », 2 juin 2005, 275 p., 22 cm (ISBN 2-7475-8528-X, lire en ligne)
- Jacques Simon, Le Massacre de Melouza : Algérie-juin 1957, Paris, L'Harmattan, coll. « CREAC-histoire », mars 2006, 199 p., 22 cm (ISBN 2-296-00472-5, BNF 40147633, lire en ligne)
- Jacques Simon, Algérie : Le passé, l'Algérie française, la révolution (1954-1958), Paris, L'Harmattan, coll. « CREAC-histoire », 25 juillet 2007, 507 p., 24 cm (ISBN 978-2-296-02858-6, BNF 41022523)
- Jacques Simon, Messali avant Messali : l'invention de la Nation algérienne, Paris, L'Harmattan, coll. « CREAC-histoire », 14 janvier 2008, 237 p., 22 cm (ISBN 978-2-296-04904-8, BNF 41200584)
- Jacques Simon, Comité de liaison des trotskystes algériens, Paris, L'Harmattan, coll. « CREAC-histoire », 10 avril 2008, 263 p., 24 cm (ISBN 978-2-296-05501-8, BNF 41264478, lire en ligne)
- Nedjib Sidi Moussa (éditeur scientifique : choix et présentation des documents) et Jacques Simon (éditeur scientifique : choix et présentation des documents), Le MNA, le Mouvement national algérien : (1954-1956), Paris, L'Harmattan, coll. « CREAC-histoire », 9 mai 2008, 263 p., 24 cm (ISBN 978-2-296-05728-9, BNF 41267194, lire en ligne)
- Jacques Simon, Algérie : L'abandon sans la défaite (1958-1962), Paris, L'Harmattan, coll. « CREAC-histoire », 12 février 2009, 279-[35], 24 cm (ISBN 978-2-296-07960-1, BNF 42463660, lire en ligne)Le Catalogue général de la BnF indique un dépôt légal en 2011, mais plusieurs librairies en ligne indiquent une parution en février 2009.
- Jacques Simon, Biographes de Messali Hadj : Charles-André Julien, Daniel Guérin, Mahfoud Kaddache, Charles-Robert Ageron, René Gallisot... Mohammed Harbi, Benjamin Stora, Paris, L'Harmattan, coll. « CREAC-histoire », septembre 2009, 227 p., 22 cm (ISBN 978-2-296-09868-8, BNF 42092031, lire en ligne)
- Jacques Simon, L'Algérie au passé lointain : De Carthage à la régence d'Alger, Paris, L'Harmattan, coll. « CREAC-histoire », février 2011, 231 p., 22 cm (ISBN 978-2-296-13964-0, BNF 42395068, lire en ligne)
- Jacques Simon, L'Assemblée constituante : dans le mouvement nationaliste algérien, Paris, L'Harmattan, coll. « CREAC-histoire », 28 février 2012, 208 p., 22 cm (ISBN 978-2-296-56837-2, BNF 42624308, lire en ligne)
- Jacques Simon, Juif berbère d'Algérie : itinéraire (1933-1963), Paris, L'Harmattan, coll. « CREAC-histoire », 28 octobre 2012, 266 p., 22 cm (ISBN 978-2-336-00427-3, BNF 42789684, lire en ligne)
- Jacques Simon, L'Occident méditerranéen, Paris, L'Harmattan, coll. « CREAC-histoire », 21 octobre 2013, 139 p., 22 cm (ISBN 978-2-343-01729-7, BNF 43704391, lire en ligne)
- Jacques Simon, Le Nationalisme algérien : selon Benjamin Stora, Paris, L'Harmattan, coll. « CREAC-histoire », 27 février 2014, 238 p., 22 cm (ISBN 978-2-343-02512-4, BNF 43777810, lire en ligne)

### Articles
- Albert Camus un libertaire révolutionnaire, Tamurt.info, 17 octobre 2013, texte intégral.